# Евреите, светът и парите
„Евреите, светът и парите“ (на френски: Les Juifs, le monde et l'argent) е научно-популярна книга от френския финансист Жак Атали, описваща историята на еврейския народ.
Самият автор смята, че книгата му е полезна за разбиране на това как еврейският народ се е оказал в положението на основоположник на етиката на капитализма. Според Жак Атали, надеждата след три хилядолетия странстване на Ахасфер е заложена в петата книга - Второзаконие, с цел да се премине през новото варварство на парите и да се открие за света и човечеството най-обещаващата цивилизация.